# Tesla Autopilot

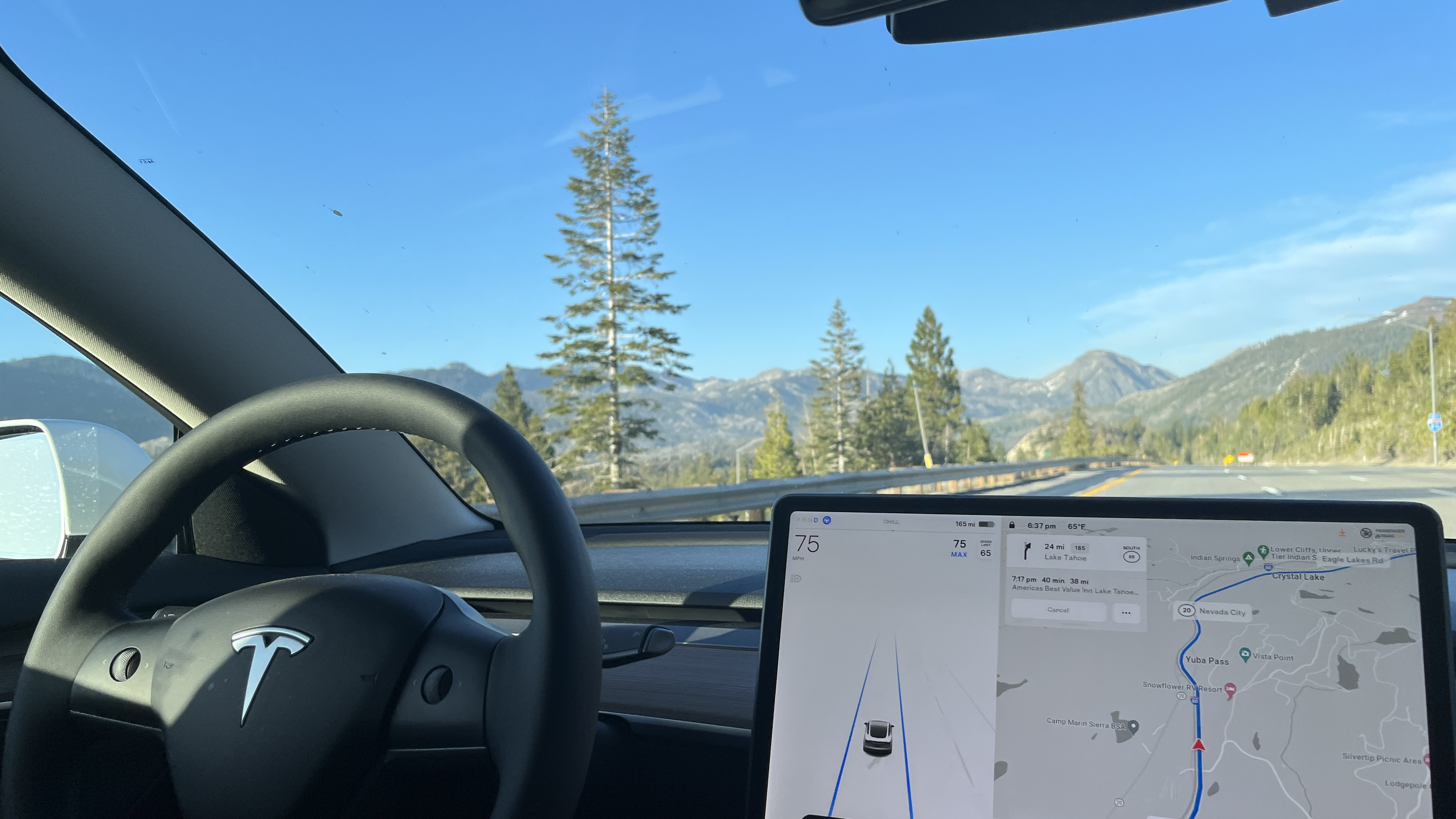
Tesla Autopilot im Einsatz 2022

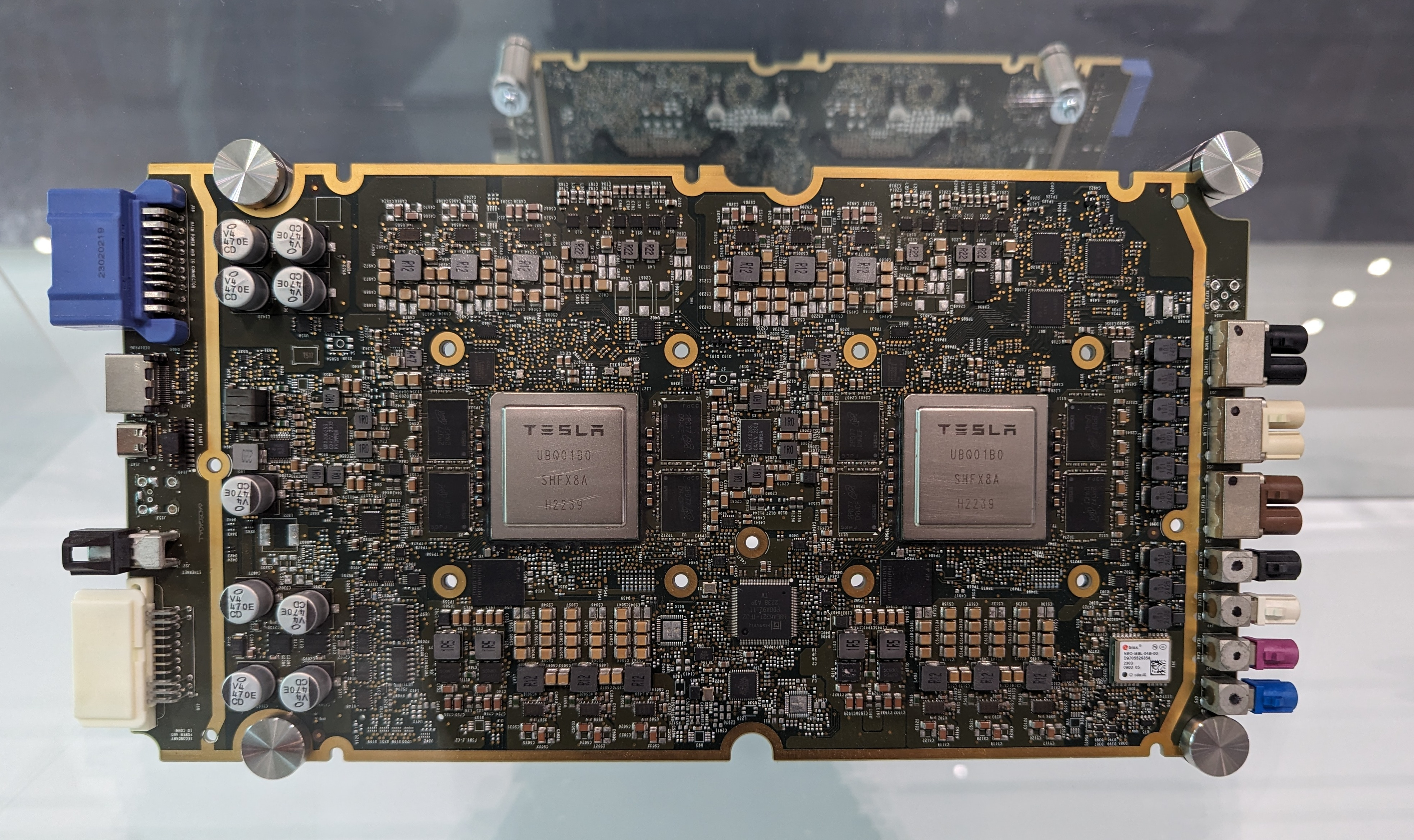
Tesla FSD Chip 2024

Der Tesla-Autopilot wird seit Oktober 2014 in alle Tesla-Fahrzeuge verbaut. Die Autos besitzen Hardware wie etwa Kameras, Computer und Software für künstliche Intelligenz.
Die Technik des Autopiloten wurde ursprünglich von Mobileye zugeliefert und hatte nur eine nach vorne gerichtete Kamera. Nachdem es zu einem tödlichen Unfall gekommen war, beendete Mobileye die Zusammenarbeit mit Tesla und Tesla entschloss sich, ein eigenes System zu entwickeln (AP2).
Über Over-the-Air-Updates durch Mobilfunk oder Wlan werden die im Fahrzeug installierte Software mehrfach im Jahr auch für bereits ausgelieferte Fahrzeuge auf den neusten Stand gebracht, wodurch sich die Fähigkeiten des Autopiloten in den ausgelieferten Fahrzeugen kontinuierlich verbessern. Die Fahrdaten der Fahrzeuge werden im realen Verkehr aufgezeichnet und bei Zustimmung durch den Fahrer an Tesla übermittelt. Mit Hilfe dieser Fahrdaten wird die Künstliche Intelligenz des Autopilot ständig weiterentwickelt. Die Updates der Software werden dann wieder über Over-the-Air-Updates auf die Fahrzeuge aufgespielt.
Die Hardware wird auch immer wieder bei Neufahrzeugen verbessert. Ziel ist es, auf nahezu allen Strecken vollkommen autonom unterwegs zu sein. Das Erreichen der vollen Autonomie war ursprünglich für das Jahr 2018 geplant und stellte sich als zu ambitioniert heraus. Es ist derzeit (Stand 2025) nach wie vor nicht absehbar, wann diese Funktion eingeführt wird.
Im Juli 2023 wurde ein eigener Supercomputer Tesla Dojo aufgebaut, um das Maschinelle Lernen für das System Full Self-Driving (FSD) zu verbessern. Die künstliche Intelligenz verarbeitet dabei die Daten von den Tesla-Fahrzeugen, die bereits verkauft wurden und sich im Verkehr befinden und ihre Fahrdaten an Tesla zurückschicken. Das Projekt Dojo wurde im August 2025 eingestellt und wird nicht mehr als Chip-Plattform für autonomes Fahren dienen.
Im Unterschied zu Wettbewerbern verwendet Tesla nur Kamerasysteme und verzichtet auf Radarsysteme und Lidar. Ursprünglich waren in den älteren Teslas auch Radarsysteme verbaut. Tesla war dann aber der Ansicht, dass die künstliche Intelligenz durch verschiedene Systeme in der Fortentwicklung eher behindert wird. Selbst die Ultraschallsensoren, die heute in fast jedem normalen Fahrzeug als Einparkhilfe verwendet werden, konnte Tesla ausschalten. Stattdessen werden nur noch die Daten der Kameras verwendet. Neuere Teslafahrzeuge haben die Ultraschallsensoren nicht mehr.
Der Tesla Autopilot bzw. der Full Self Driving Modus von Tesla kann in Gebieten, in denen dies erlaubt ist z. B. USA, nahezu komplett allein fahren. Der Fahrer muss das Auto weiterhin überwachen, aber nur noch sehr selten eingreifen.
Im Februar 2025 führte Tesla über ein online Update den Full Self Driving Modus in China ein. Europa soll in wenigen Monaten folgen.

## Kritik
Irreführender Werbebegriff
- Das Landgericht München I entschied im Juli 2020 (Az.: 33 O 12041/19), dass Tesla mit diesen Begriffen irreführende Werbung betreibe, da sie den Eindruck erwecken könnten, das Fahrzeug fahre tatsächlich autonom – was nicht der Fall sei.[12] Das Urteil ist rechtskräftig.

## Filmische Dokumentation
- Das NEUE Modell Y von Tesla bietet hervorragende vollautonome Fahrleistungen!, 2025. (Laufzeit: 16:17 min)